# North Hudson (New York)
Pour les articles homonymes, voir North Hudson.
North Hudson est une municipalité (town) américaine de l'État de New York, située dans le comté d'Essex.

## Géographie
La municipalité s'étend sur 478,29 km2 dans le parc Adirondack, au centre du comté d'Essex,. Deux branches de la rivière Schroon, affluent de l'Hudson, naissent sur son territoire.
Elle comprend principalement les localités de North Hudson et d'Underwood.
|         | Keene        | Elizabethtown |
| Newcomb | North Hudson | Moriah        |
| Minerva | Schroon      | Crown Point   |

## Histoire
La région a commencé à être colonisée au début du XIXe siècle et la municipalité est créée en 1848 par détachement de Moriah.

## Politique et administration
La municipalité est administrée par un superviseur et un conseil de quatre membres élus pour deux ans.